# Alor (regentschap)
Alor is een regentschap in de provincie Oost-Nusa Tenggara. Het regentschap omvat de Alorarchipel inclusief het eiland Alor. Alor telde in 2015 199.787 inwoners op een oppervlakte van 2.864,60 km².
Stadsgemeente: Kupang

Regentschappen: Alor · Belu · Centraal-Sumba · Ende · Kupang · Lomblen  · Malaka · Manggarai · Ngada · Noord-Centraal Timor · Oost-Flores · Oost-Sumba · Rote Ndao · Sabu Raijua · Sikka · West-Manggarai · West-Sumba · Zuid-Centraal Timor · Zuidwest-Sumba